# Srgjan Kerim

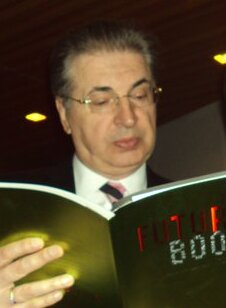
Srgjan Kerim (2011)

Srgjan Kerim (mazedonisch-kyrillisch Срѓан Керим; * 12. Dezember 1948 in Skopje) ist ein nordmazedonischer Politiker und Diplomat türkischer Abstammung.

## Leben
Kerim studierte von 1967 bis 1971 Wirtschaftswissenschaften an der Universität in Belgrad. 1982 erfolgte seine Promotion. Von 1986 bis 1989 war er Minister für Wirtschaftsbeziehungen mit dem Ausland in der Regierung der SR Mazedonien. Von 1989 bis 1991 war er Staatssekretär und Sprecher im Bundesministerium für Auswärtige Angelegenheiten der SFR Jugoslawien.
Kerim war von 1994 bis 2000 Botschafter der Republik Mazedonien in Deutschland und von 1995 bis 2000 Botschafter in der Schweiz und Liechtenstein. Im Anschluss diente er kurze Zeit als Sonderbeauftragter für Regionalfragen des Stabilitätspaktes für Südosteuropa. 2000 übernahm er das Amt des Außenministers der Republik Mazedonien und wechselte 2001 als Botschafter bei den Vereinten Nationen nach New York. Dieses Amt bekleidete er bis 2003. Von 2003 bis 2006 war er Vorsitzender der Deutsch-Mazedonischen Wirtschaftsvereinigung.
Vom 18. September 2007 bis September 2008 hatte er das Amt des Präsidenten der UN-Generalversammlung inne.
Kerim ist verheiratet und hat drei Kinder.

## Werke
- Basic features of Macedonian foreign relations and security policy, in: At the crossroads. Disaster or Normalization? The Yugoslav successor states in the 1990s, hrsg. v. Valeria Heuberger, 1999 (ISBN 3-631-33091-X), S. 141–149

## Auszeichnungen
- Großes Goldenes Ehrenzeichen am Bande für Verdienste um die Republik Österreich[1] (2008)
- Sonderstufe des Großkreuzes Pro Merito Melitensi des Souveränen Malteserordens (2008)
- Großkreuz des Verdienstordens der Italienischen Republik (2008)
- Großkreuz mit Brillanten des Fürstlich Liechtensteinischen Verdienstordens (2008)[2]
- Großes Bundesverdienstkreuz mit Stern und Schulterband (2008)[3]